# Kevin Rüegg
Kevin Rüegg (Uster, 5 augustus 1998) is een Zwitsers-Kameroens voetballer die doorgaans speelt als rechtsback. In juli 2024 verruilde hij Hellas Verona voor FC Basel.

## Clubcarrière
Rüegg speelde vanaf 2008 in de jeugdopleiding van FC Zürich en maakte ook bij die club zijn debuut, op 26 februari 2017. Op die dag werd in de Challenge League met 1–4 gewonnen op bezoek bij FC Wohlen. Rüegg mocht van coach Ulrich Forte in de basis beginnen en hij speelde het gehele duel mee. In het seizoen 2016/17 werd Zürich kampioen op het tweede niveau, waardoor de club promoveerde naar de Super League. Hierop ondertekende Rüegg zijn eerste professionele contract, tot de zomer van 2020. Zijn eerste doelpunt maakte de verdediger op 28 februari 2018, toen in de Schweizer Cup met 2–1 gewonnen werd van stadsgenoot Grasshoppers.
In augustus 2020 tekende hij een vijfjarig contract bij Hellas Verona, dat circa twee miljoen euro voor hem betaalde. In zijn eerste seizoen speelde Rüegg zeven competitiewedstrijden. De eerste helft van de jaargang 2021/22 leverde voor de Zwitser achttien wedstrijden op de bank op zonder invalbeurt. Hierop werd hij in februari 2022 verhuurd aan FC Lugano. Na zijn terugkeer in Verona werd Rüegg opnieuw verhuurd, nu aan Young Boys. In september 2023 werd FC Basel de derde Zwitserse club die Rüegg huurde van Hellas Verona. Basel verkreeg ook een optie tot koop op de verdediger. Deze optie werd in mei 2024 gelicht waardoor Rüegg voor drie seizoenen langer kwam vast te liggen bij FC Basel.

## Clubstatistieken
| Seizoen | Club          | Competitie       | Competitie | Competitie | Beker | Beker | Internationaal | Internationaal | Totaal | Totaal |
| Seizoen | Club          | Competitie       | Wed.       | Dlp.       | Wed.  | Dlp.  | Wed.           | Dlp.           | Wed.   | Dlp.   |
| ------- | ------------- | ---------------- | ---------- | ---------- | ----- | ----- | -------------- | -------------- | ------ | ------ |
| 2016/17 | FC Zürich     | Challenge League | 9          | 0          | 0     | 0     | —              | —              | 9      | 0      |
| 2017/18 | FC Zürich     | Super League     | 31         | 0          | 3     | 1     | —              | —              | 34     | 1      |
| 2018/19 | FC Zürich     | Super League     | 26         | 2          | 4     | 0     | 4              | 0              | 34     | 2      |
| 2019/20 | FC Zürich     | Super League     | 28         | 1          | 1     | 0     | —              | —              | 29     | 1      |
| 2020/21 | Hellas Verona | Serie A          | 7          | 0          | 1     | 0     | —              | —              | 8      | 0      |
| 2021/22 | Hellas Verona | Serie A          | 0          | 0          | 1     | 0     | —              | —              | 1      | 0      |
| 2021/22 | → FC Lugano   | Super League     | 16         | 0          | 3     | 0     | —              | —              | 19     | 0      |
| 2022/23 | → Young Boys  | Super League     | 10         | 0          | 1     | 0     | 3              | 0              | 14     | 0      |
| 2023/24 | → FC Basel    | Super League     | 20         | 0          | 1     | 0     | 0              | 0              | 21     | 0      |
| 2024/25 | FC Basel      | Super League     | 7          | 0          | 1     | 0     | —              | —              | 8      | 0      |
| Totaal  | Totaal        | Totaal           | 154        | 3          | 16    | 1     | 7              | 0              | 177    | 4      |

Bijgewerkt op 20 juni 2025.

## Erelijst
| Competitie       |           |           |           |           |
| Competitie       | Aantal    | Jaren     |           |           |
| FC Zürich        | FC Zürich | FC Zürich | FC Zürich | FC Zürich |
| ---------------- | --------- | --------- | --------- | --------- |
| Challenge League | 1         | 2016/17   |           |           |
| Schweizer Cup    | 1         | 2017/18   |           |           |
| FC Lugano        |           |           |           |           |
| Schweizer Cup    | 1         | 2021/22   |           |           |
| Young Boys       |           |           |           |           |
| Super League     | 1         | 2022/23   |           |           |
| Schweizer Cup    | 1         | 2022/23   |           |           |
| FC Basel         |           |           |           |           |
| Super League     | 1         | 2024/25   |           |           |
| Schweizer Cup    | 1         | 2024/25   |           |           |